# Fenioux
|  | Per a altres significats, vegeu «Fenioux (Deux-Sèvres)». |

Fenioux és un municipi francès al departament de la Charanta Marítima i a la regió de Nova Aquitània. L'any 2007 tenia 126 habitants.

## Demografia

### Població
El 2007 la població de fet de Fenioux era de 126 persones. Hi havia 51 famílies de les quals 14 eren unipersonals (7 homes vivint sols i 7 dones vivint soles), 15 parelles sense fills, 18 parelles amb fills i 4 famílies monoparentals amb fills.
La població ha evolucionat segons el següent gràfic:

### Habitatges
El 2007 hi havia 76 habitatges, 55 eren l'habitatge principal de la família, 15 eren segones residències i 6 estaven desocupats. 72 eren cases i 2 eren apartaments. Dels 55 habitatges principals, 44 estaven ocupats pels seus propietaris, 10 estaven llogats i ocupats pels llogaters i 1 estava cedit a títol gratuït; 5 tenien dues cambres, 12 en tenien tres, 15 en tenien quatre i 23 en tenien cinc o més. 39 habitatges disposaven pel capbaix d'una plaça de pàrquing. A 24 habitatges hi havia un automòbil i a 28 n'hi havia dos o més.

### Piràmide de població
La piràmide de població per edats i sexe el 2009 era:
| Homes | Edats   | Dones |
| ----- | ------- | ----- |
| 0     | 95 o +  | 0     |
| 0     | 90 a 94 | 0     |
| 0     | 85 a 89 | 0     |
| 0     | 80 a 84 | 0     |
| 4     | 75 a 79 | 8     |
| 0     | 70 a 74 | 0     |
| 4     | 65 a 69 | 4     |
| 8     | 60 a 64 | 0     |
| 4     | 55 a 59 | 4     |
| 4     | 50 a 54 | 8     |
| 12    | 45 a 49 | 8     |
| 0     | 40 a 44 | 0     |
| 4     | 35 a 39 | 8     |
| 0     | 30 a 34 | 0     |
| 4     | 25 a 29 | 4     |
| 4     | 20 a 24 | 4     |
| 12    | 15 a 19 | 0     |
| 8     | 10 a 14 | 0     |
| 4     | 5 a 9   | 0     |
| 0     | 0 a 4   | 0     |

## Economia
El 2007 la població en edat de treballar era de 81 persones, 56 eren actives i 25 eren inactives. De les 56 persones actives 52 estaven ocupades (28 homes i 24 dones) i 4 estaven aturades (1 home i 3 dones). De les 25 persones inactives 14 estaven jubilades, 5 estaven estudiant i 6 estaven classificades com a «altres inactius».

### Ingressos
El 2009 a Fenioux hi havia 60 unitats fiscals que integraven 139 persones, la mediana anual d'ingressos fiscals per persona era de 14.782 €.

### Activitats econòmiques
Dels 8 establiments que hi havia el 2007, 1 era d'una empresa de fabricació de material elèctric, 1 d'una empresa de construcció, 2 d'empreses de comerç i reparació d'automòbils, 1 d'una empresa d'informació i comunicació, 2 d'empreses immobiliàries i 1 d'una empresa classificada com a «altres activitats de serveis».
Dels 2 establiments de servei als particulars que hi havia el 2009, 1 era un electricista i 1 agència immobiliària.
L'any 2000 a Fenioux hi havia 14 explotacions agrícoles que ocupaven un total de 423 hectàrees.

## Poblacions properes
El següent diagrama mostra les poblacions més properes.